# Nádraží Krč (stanice metra)

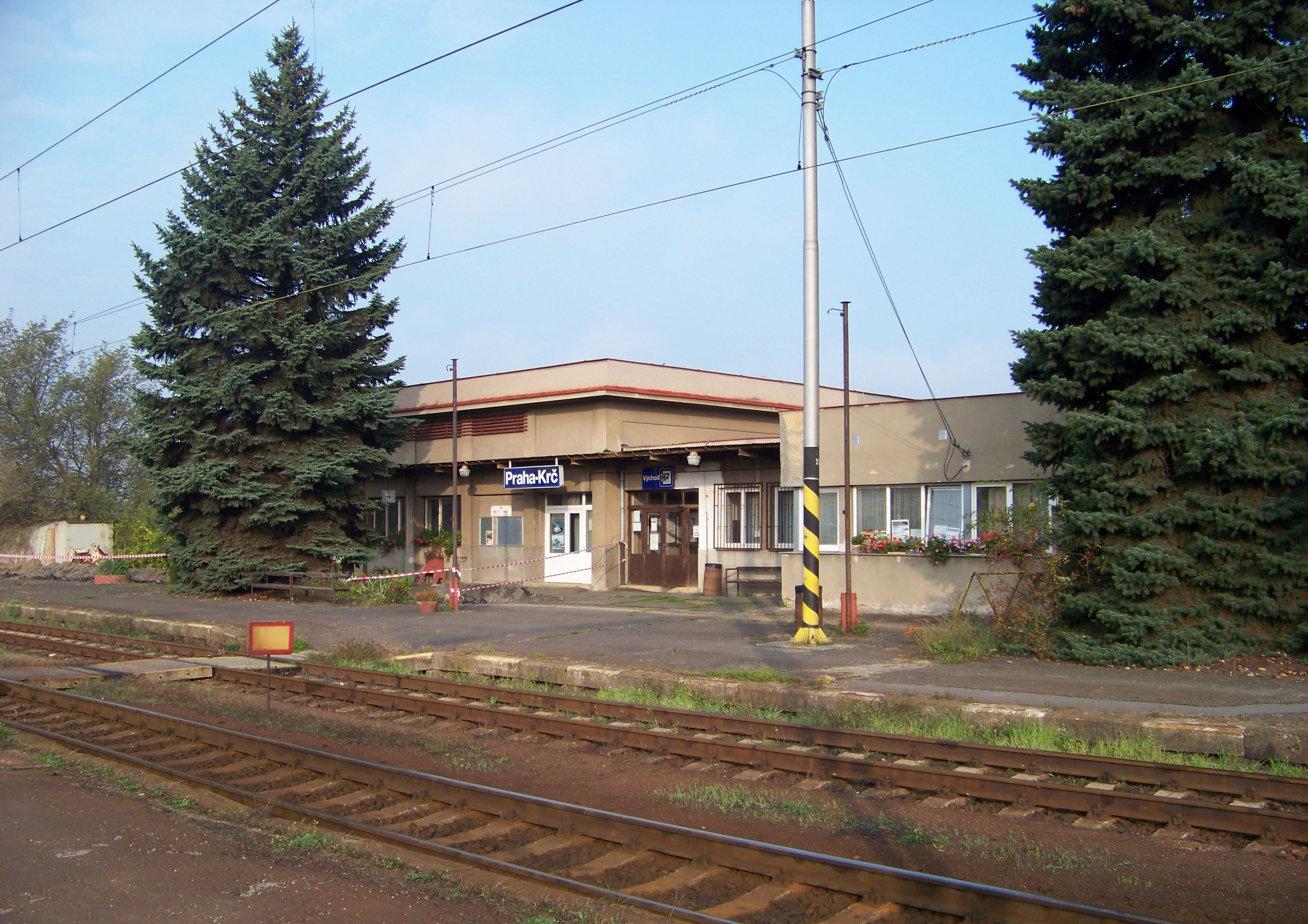
Tato nádražní budova bude zbourána a nahrazena novou, která bude propojovat stanici metra s nádražím

Nádraží Krč je chystaná stanice linky D pražského metra. Má se nacházet na úseku I.D1b mezi stanicemi Olbrachtova a Nemocnice Krč u ulice V Podzámčí na katastru Krče. Stavba stanice měla být zahájena na podzim 2023, ke zprovoznění by mělo dojít v roce 2029.

## Popis
Stanice Nádraží Krč se bude nacházet u nádraží Praha-Krč, Krčského zámku a Jižní spojky.
Stanice je řešena jako povrchová oblouková stanice se dvěma bočními nástupišti a dvěma vestibuly, severním a jižním. Stanice má částečně přemosťovat Kunratický potok a místní rybník. Severně, směrem ke stanici Olbrachtova, se mají koleje rozcházet do dvou jednokolejných tunelů pod Jižní spojku. Jižně, směrem ke stanici Nádraží Krč, pak mají ve společném dvoukolejném tunelu vést pod nádražní budovou a kolejištěm.